# Radčice (district de Jablonec nad Nisou)
Pour les articles homonymes, voir Radčice.
Radčice (en allemand : Radschitz) est une commune du district de Jablonec nad Nisou, dans la région de Liberec, en République tchèque. Sa population s'élevait à 171 habitants en 2021.

## Géographie
Radčice se trouve à 10 km au sud-est de Jablonec nad Nisou, à 19 km au sud-est de Liberec et à 90 km au nord-est de Prague.
La commune est limitée par Držkov au nord, par Jílové u Držkova à l'est, par Železný Brod au sud et par Pěnčín et Loužnice à l'ouest.

## Histoire
La première mention écrite du village date de 1543.

## Transports
Par la route, Radčice se trouve à 12,5 km de Jablonec nad Nisou, à 23,5 km de Liberec et à 110 km du centre de Prague.